# Natação artística no Campeonato Mundial de Esportes Aquáticos de 2022
Os eventos da natação artística no Campeonato Mundial de Esportes Aquáticos de 2022 ocorreram entre 17 a 25 de junho de 2022, em Budapeste, na Hungria.

## Calendário
| Junho/Julho de 2022 | 17 sex | 18 sáb | 19 dom | 20 seg | 21 ter | 22 qua | 23 qui | 24 sex | 25 sáb | 26 dom | 27 seg | 28 ter | 29 qua | 30 qui | 01 sex | 02 sáb | 03 dom | Final por esportes |
| ------------------- | ------ | ------ | ------ | ------ | ------ | ------ | ------ | ------ | ------ | ------ | ------ | ------ | ------ | ------ | ------ | ------ | ------ | ------------------ |
| Natação artística   | ●      | 1      | 1      | 2      | 1      | 1      | 1      | 1      | 2      |        |        |        |        |        |        |        |        | 10                 |

## Eventos
Dez eventos com atribuição de medalhas foram realizados.
Horário local (UTC+2).
| Date        | Time  | Round                                      |
| ----------- | ----- | ------------------------------------------ |
| 17 de junho | 09:00 | Rotina técnica solo (eliminatórias)        |
| 17 de junho | 13:00 | Rotina técnica dueto (eliminatórias)       |
| 18 de junho | 10:00 | Combinação rotina livre (eliminatórias)    |
| 18 de junho | 13:00 | Rotina técnica dueto misto (eliminatórias) |
| 18 de junho | 16:00 | Rotina técnica solo (final)                |
| 19 de junho | 10:00 | Rotina técnica por equipes (eliminatórias) |
| 19 de junho | 16:00 | Rotina técnica duetos (final)              |
| 20 de junho | 09:00 | Rotina livre solo (eliminatórias)          |
| 20 de junho | 14:00 | Rotina técnica dueto misto (final)         |
| 20 de junho | 16:00 | Combinação rotina livre (final)            |
| 21 de junho | 09:00 | Rotina livre dueto (eliminatórias)         |
| 21 de junho | 16:00 | Rotina técnica por equipes (final)         |
| 22 de junho | 10:00 | Rotina livre por equipes (eliminatórias)   |
| 22 de junho | 16:00 | Rotina livre solo (final)                  |
| 23 de junho | 10:00 | Rotina de destaque (eliminatórias)         |
| 23 de junho | 16:00 | Rotina livre dueto (final)                 |
| 24 de junho | 10:00 | Rotina livre dueto misto (eliminatórias)   |
| 24 de junho | 16:00 | Rotina livre por equipes (final)           |
| 25 de junho | 13:30 | Rotina livre duetos misto (final)          |
| 25 de junho | 15:00 | Rotina de destaque (final)                 |

## Medalhistas
Feminino
| Evento                         | Ouro | Ouro    | Prata | Prata   | Bronze | Bronze  |
| ------------------------------ | --- | ------- | --- | ------- | --- | ------- |
| Solo Técnica detalhes          | JPN Yukiko Inui | 92.8662 | UKR Marta Fiedina | 91.9555 | GRE Evangelia Platanioti | 89.5110 |
| Solo Livre detalhes            | JPN Yukiko Inui | 95.3667 | UKR Marta Fiedina | 93.8000 | GRE Evangelia Platanioti | 91.7667 |
| Dueto Técnica detalhes         | CHN China Wang Liuyi Wang Qianyi | 93.7536 | UKR Ucrânia Maryna Aleksiiva Vladyslava Aleksiiva | 91.8617 | AUT Áustria Anna-Maria Alexandri Eirini-Marina Alexandri | 91.2622 |
| Dueto Livre detalhes           | CHN China Wang Liuyi Wang Qianyi | 95.5667 | UKR Ucrânia Maryna Aleksiiva Vladyslava Aleksiiva | 94.1667 | AUT Áustria Anna-Maria Alexandri Eirini-Marina Alexandri | 92.8000 |
| Equipe Técnica detalhes        | CHN China Chang Hao Feng Yu Wang Ciyue Wang Liuyi Wang Qianyi Xiang Binxuan Xiao Yanning Zhang Yayi | 94.7202 | JPN Japão Moka Fujii Moe Higa Moeka Kijima Tomoka Sato Akane Yanagisawa Mashiro Yasunaga Megumu Yoshida Rie Yoshida                                                 | 92.2261 | ITA Itália Domiziana Cavanna Linda Cerruti Costanza Di Camillo Costanza Ferro Gemma Galli Marta Iacoacci Marta Murru Enrica Piccoli                                 | 91.0191 |
| Equipe Livre detalhes          | CHN China Chang Hao Feng Yu Wang Ciyue Wang Liuyi Wang Qianyi Xiang Binxuan Xiao Yanning Zhang Yayi | 96.7000 | UKR Ucrânia Maryna Aleksiiva Vladyslava Aleksiiva Olesia Derevianchenko Marta Fiedina Veronika Hryshko Sofiia Matsiievska Anhelina Ovchynnikova Valeriya Tyshchenko | 95.0000 | JPN Japão Moka Fujii Moe Higa Moeka Kijima Tomoka Sato Hikari Suzuki Akane Yanagisawa Mashiro Yasunaga Megumu Yoshida                                               | 93.1333 |
| Rotina de destaque detalhes    | UKR Ucrânia Maryna Aleksiiva Vladyslava Aleksiiva Olesia Derevianchenko Marta Fiedina Veronika Hryshko Sofiia Matsiievska Daria Moshynska Anhelina Ovchynnikova Anastasiia Shmonina Valeriya Tyshchenko | 95.0333 | ITA Itália Domiziana Cavanna Linda Cerruti Constanza Di Camillo Costanza Ferro Gemma Galli Marta Iacoacci Marta Murru Enrica Piccoli Federica Sala Francesca Zunino | 92.2667 | ESP Espanha Cristina Arámbula Abril Conesa Berta Ferreras Emma García Mireia Hernández Meritxell Mas Alisa Ozhogina Paula Ramírez Iris Tió Blanca Toledano          | 91.9333 |
| Combinação de Rotinas detalhes | UKR Ucrânia Maryna Aleksiiva Vladyslava Aleksiiva Olesia Derevianchenko Marta Fiedina Veronika Hryshko Sofiia Matsiievska Daria Moshynska Anhelina Ovchynnikova Anastasiia Shmonina Valeriya Tyshchenko | 95.0333 | JPN Japão Moka Fujii Moe Higa Asaka Hosokawa Yuka Kawase Moeka Kijima Hikari Suzuki Akane Yanagisawa Mashiro Yasunaga Megumu Yoshida Rie Yoshida                    | 93.5667 | ITA Itália Domiziana Cavanna Linda Cerruti Constanza Di Camillo Costanza Ferro Gemma Galli Marta Iacoacci Marta Murru Enrica Piccoli Federica Sala Francesca Zunino | 92.0333 |

Misto (Masculino e Feminino)
| Evento                 | Ouro                                          | Ouro    | Prata                             | Prata   | Bronze                          | Bronze  |
| ---------------------- | --------------------------------------------- | ------- | --------------------------------- | ------- | ------------------------------- | ------- |
| Dueto Técnico detalhes | ITA Itália Giorgio Minisini Lucrezia Ruggiero | 89.2685 | JPN Japão Tomoka Sato Yotaro Sato | 86.5939 | CHN China Shi Haoyu Zhang Yiyao | 86.4425 |
| Dueto Livre detalhes   | ITA Itália Giorgio Minisini Lucrezia Ruggiero | 90.9667 | JPN Japão Tomoka Sato Yotaro Sato | 89.7333 | CHN China Shi Haoyu Zhang Yiyao | 88.4000 |

## Quadro de medalhas
| Ordem | País    | Medalha de ouro | Medalha de prata | Medalha de bronze | Total |
| ----- | ------- | --------------- | ---------------- | ----------------- | ----- |
| 1     | China   | 4               | 0                | 2                 | 6     |
| 2     | Ucrânia | 2               | 5                | 0                 | 7     |
| 3     | Japão   | 2               | 4                | 1                 | 7     |
| 4     | Itália  | 2               | 1                | 2                 | 5     |
| 5     | Grécia  | 0               | 0                | 2                 | 2     |
| 5     | Áustria | 0               | 0                | 2                 | 2     |
| 7     | Espanha | 0               | 0                | 1                 | 1     |
| Total | Total   | 10              | 10               | 10                | 390   |